# 彼得·戴 (化学家)
彼得·戴（英語：Peter Day，1938年8月20日—2020年5月19日）是一位英国无机化学家，伦敦大学学院（UCL）榮譽退休教授